# Thomas Hussey
Thomas Hussey, né le 25 janvier 1936 et mort le 21 janvier 2024, est un homme politique irlandais du Fianna Fáil. Il est Teachta Dála (député) de 1969 à 1981, puis sénateur de 1981 à 1993.

## Biographie
Originaire du comté de Galway, il est agriculteur, commissaire-priseur puis représentant d'assurance avant d'entrer en politique. Il se présente sans succès en tant que candidat du Fianna Fáil pour le Dáil Éireann (chambre basse du parlement) dans la circonscription de Galway East aux élections partielles de 1964 et aux élections générales de 1965. Hussey remporte un siège dans la nouvelle circonscription de Galway North-East aux élections générales de 1969 et l'occupe jusqu'à ce que la circonscription soit abolie en 1977. Il obtient ensuite un siège lors des élections générales de 1977 dans la nouvelle circonscription de Galway East, mais le perd en 1981. Il se présente à nouveau aux trois élections générales suivantes, mais n'est jamais réélu au Dáil.
Cependant, après sa défaite en 1981, il est élu au 15e Seanad Éireann par le panel de l'agriculture et occupe ce siège jusqu'à sa défaite lors de l'élection du Seanad en 1993 au 20e Seanad. Il se retire de la politique.